# César Arturo Ramos
César Arturo Ramos, né le 15 décembre 1983 à Culiacán (Mexique), est un arbitre international mexicain de football. Il est arbitre international FIFA depuis 2014. Il a notamment arbitré certains matchs lors des Ligue des champions de la CONCACAF, Coupe du monde de football de 2018, la Coupe d'Asie des nations de football 2019 et la Coupe du monde de football de 2022.

## Biographie
César Arturo Ramos est nommé par la FIFA à l'arbitrage de la finale de la Coupe du monde des clubs de la FIFA 2017 opposant le Real Madrid à Grêmio. Puis, il est l'unique arbitre mexicain sélectionné pour la Coupe du monde de football de 2018.
En 2019, il fait partie des arbitres de la Coupe d'Asie après un accord entre la CONCACAF et l'AFC. Le 19 mai 2022, il est sélectionné pour être un des trente-six arbitres de la Coupe du monde de football 2022,.

## Matchs internationaux

### Coupe du monde
| Coupe du monde 2018 – Russie | Coupe du monde 2018 – Russie | Coupe du monde 2018 – Russie | Coupe du monde 2018 – Russie |
| Date                         | Match                        | Lieu                         | Phase                        |
| ---------------------------- | ---------------------------- | ---------------------------- | ---------------------------- |
| 17 juin 2018                 | Brésil – Suisse              | Rostov-sur-le-Don            | Phase de groupes             |
| 24 juin 2018                 | Pologne – Colombie           | Kazan                        | Phase de groupes             |
| 30 juin 2018                 | Uruguay – Portugal           | Sotchi                       | Huitième de finale           |

| Coupe du monde 2022 – Qatar | Coupe du monde 2022 – Qatar | Coupe du monde 2022 – Qatar | Coupe du monde 2022 – Qatar |
| Date                        | Match                       | Lieu                        | Phase                       |
| --------------------------- | --------------------------- | --------------------------- | --------------------------- |
| 22 novembre 2022            | Danemark – Tunisie          | Al Rayyan                   | Phase de groupes            |
| 27 novembre 2022            | Belgique – Maroc            | Doha                        | Phase de groupes            |
| 6 décembre 2022             | Portugal – Suisse           | Lusail                      | Huitième de finale          |
| 14 décembre 2022            | France – Maroc              | Al-Khor                     | Demi-finale                 |

### Coupe d'Asie
| Coupe d'Asie 2019 – Émirats arabes unis | Coupe d'Asie 2019 – Émirats arabes unis | Coupe d'Asie 2019 – Émirats arabes unis | Coupe d'Asie 2019 – Émirats arabes unis |
| Date                                    | Match                                   | Lieu                                    | Phase                                   |
| --------------------------------------- | --------------------------------------- | --------------------------------------- | --------------------------------------- |
| 10 janvier 2019                         | Inde – Émirats arabes unis              | Abou Dabi                               | Phase de groupes                        |
| 15 janvier 2019                         | Australie – Syrie                       | Al Aïn                                  | Phase de groupes                        |
| 20 janvier 2019                         | Iran – Oman                             | Abou Dabi                               | Huitième de finale                      |
| 29 janvier 2019                         | Qatar – Émirats arabes unis             | Abou Dabi                               | Demi-finale                             |